# 台麓寺
台麓寺是山西五台山的一座古刹，曾为十大黄庙（藏传佛教）之一，清代诸帝朝台行宫，位于山西省忻州市五台山风景名胜区石咀镇射虎川村，距五台山中心区台怀镇30公里。因地处东台山麓之下而得名。

## 历史
康熙二十二年（1683年）春二月，康熙帝西巡五台山，在此射死一只猛虎，于是此地改名射虎川，又创建寺庙，康熙二十六年（1687年）春为皇帝巡台，命山西巡抚鄂弼修建台麓寺行宫，由“样式雷”承建，规模宏大，在该寺派驻黄教喇嘛。此后不断增建佛像、御碑，又赐梵文藏经，御书牌匾。
光绪二十七年（1901年），八国联军中的德国军队在提帅磨什拉率领下，经保定进攻山西，打到五台石咀射虎川，清军守将马玉昆不战而退。农历正月二十八日，在台麓寺，守将马金叙、代州潘道台，台麓寺二喇嘛依什捧磋，与提日帅磨什拉签订议和条约。
抗日战争时期，晋察冀边区行政委员会驻地一度设于台麓寺，1938年2月5日，以聂荣臻为首的边区政府自河北阜平迁驻台麓寺，边区高级法院驻五台县奶奶庙，边区银行驻石咀普济寺，其印刷厂设在金岗库蛤蟆石古佛寺。1938年秋，日军进攻晋察冀边区，边区政府撤离台麓寺返驻阜平。日军放火焚毁台麓寺，仅存三间天王殿。
2022年5月11日，台麓寺公布为第三批忻州市文物保护单位，编号3-24。

## 建筑
寺宇行宫占地15000平方米，原本规模宏大，1938年日军焚烧后，仅存天王殿三间，石碑一通。寺前有汉白玉石桥，长7米，精致小巧，雕工精细。边区政府在天王殿之东所建的六棱锥形的烈士纪念塔，高9米。